# Philip Broberg
Philip Broberg (* 25. června 2001) je profesionální švédský hokejový obránce hrající v týmu St. Louis Blues  v severoamerické lize NHL. Edmonton ho draftoval v roce 2019 v 1. kole jako 8. celkově. 

## Klubové statistiky
| Sezona     | Klub                | Soutěž     | Základní část | Základní část | Základní část | Základní část | Základní část | Play off | Play off | Play off | Play off | Play off |
| Sezona     | Klub                | Soutěž     | Z             | G             | A             | B             | TM            | Z        | G        | A        | B        | TM       |
| ---------- | ------------------- | ---------- | ------------- | ------------- | ------------- | ------------- | ------------- | -------- | -------- | -------- | -------- | -------- |
| 2017–18    | Örebro HK           | J20        | 15            | 0             | 2             | 2             | 0             | —        | —        | —        | —        | —        |
| 2017–18    | AIK Ishockey        | J20        | 23            | 6             | 7             | 13            | 6             | —        | —        | —        | —        | —        |
| 2018–19    | AIK Ishockey        | J20        | 8             | 2             | 6             | 8             | 8             | 3        | 0        | 1        | 1        | 0        |
| 2018–19    | AIK Ishockey        | Allsv      | 41            | 2             | 7             | 9             | 14            | —        | —        | —        | —        | —        |
| 2019–20    | Skellefteå AIK      | SHL        | 45            | 1             | 7             | 8             | 6             | —        | —        | —        | —        | —        |
| 2020–21    | Skellefteå AIK      | SHL        | 44            | 3             | 10            | 13            | 10            | 12       | 0        | 0        | 0        | 2        |
| 2021–22    | Bakersfield Condors | AHL        | 31            | 4             | 19            | 23            | 18            | 4        | 0        | 1        | 1        | 0        |
| 2021–22    | Edmonton Oilers     | NHL        | 23            | 1             | 2             | 3             | 8             | 1        | 0        | 0        | 0        | 0        |
| 2022–23    | Edmonton Oilers     | NHL        |               |               |               |               |               |          |          |          |          |          |
| SHL celkem | SHL celkem          | SHL celkem | 89            | 4             | 17            | 21            | 16            | 12       | 0        | 0        | 0        | 2        |
| NHL celkem | NHL celkem          | NHL celkem | 23            | 1             | 2             | 3             | 8             | 1        | 0        | 0        | 0        | 0        |

### Reprezentační statistiky
| 2018            | Švédsko 18      | Hlinka Gretzky Cup | 5  | 3 | 1 | 4  | 4  | Stříbrná medaile |
| 2019            | Švédsko 20      | MSJ                | 4  | 0 | 1 | 1  | 0  | 5. místo         |
| 2019            | Švédsko 18      | MS18               | 7  | 2 | 4 | 6  | 6  | Zlatá medaile    |
| 2020            | Švédsko 20      | MSJ                | 7  | 1 | 0 | 1  | 4  | Bronzová medaile |
| 2021            | Švédsko 20      | MSJ                | 4  | 0 | 3 | 3  | 0  | 5. místo         |
| Junioři celkově | Junioři celkově | Junioři celkově    | 27 | 6 | 9 | 15 | 14 |                  |